# Kostaryka na Letnich Igrzyskach Olimpijskich 1988
Kostarykę na Letnich Igrzyskach Olimpijskich 1988 reprezentowało 16 zawodników: 9 mężczyzn i 7 kobiet. Był to 8. start reprezentacji Kostaryki na letnich igrzyskach olimpijskich. 

## Skład kadry

### Boks
Mężczyźni
- Humberto Aranda - waga półśrednia - 9. miejsce

### Judo
Mężczyźni
- Henry Núñez - waga lekka - 19. miejsce

### Lekkoatletyka
Mężczyźni
- Ronaldo Lanzoni - maraton - 40. miejsce
- Juan Amores - maraton - 45. miejsce
- Luis López - maraton - 68. miejsce

Kobiety
- Maureen Stewart - 800 metrów - odpadła w eliminacjach

### Pływanie
Mężczyźni
- Horst Niehaus

100 metrów st. grzbietowym - 42. miejsce
200 metrów st. grzbietowym - 34. miejsce
200 metrów st. zmiennym - 44. miejsce
- Eric Greenwood

100 metrów st. grzbietowym - 45. miejsce
200 metrów st. grzbietowym - 35. miejsce
200 metrów st. zmiennym - 43. miejsce
Kobiety
- Carolina Mauri

50 metrów st. dowolnym - 33. miejsce
100 metrów st. dowolnym - 41. miejsce
- Silvia Poll

100 metrów st. dowolnym - 5. miejsce
200 metrów st. dowolnym - 2. miejsce
100 metrów st. grzbietowym - 6. miejsce
- Natasha Aguilar - 200 metrów st. dowolnym - 34. miejsce
- Sigrid Niehaus

100 metrów st. klasycznym - 35. miejsce
200 metrów st. klasycznym - 38. miejsce
- Montserrat Hidalgo

100 metrów st. klasycznym - 36. miejsce
200 metrów st. klasycznym - 37. miejsce
- Marcela Cuesta - 100 metrów st. motylkowym - 33. miejsce
- Natasha Aguilar, Marcela Cuesta, Carolina Mauri, Silvia Poll - 4 × 100 metrów st. dowolnym - 12. miejsce
- Sigrid Niehaus, Marcela Cuesta, Carolina Mauri, Silvia Poll - 4 × 100 metrów st. zmiennym - 15. miejsce

### Podnoszenie ciężarów
Mężczyźni
- Rafael Elizondo - waga lekkociężka - 16. miejsce

### Strzelectwo
Mężczyźni
- Mariano Lara - pistolet pneumatyczny, 10 m - 42. miejsce